# Farliga vatten (1995)
Farliga vatten är en norsk drama-action-thrillerfilm från 1995, regisserad av Lars Berg.

## Handling
Ett par handklovar sätts fast runt händerna på Falken (Nils Ole Oftebro), en långtidsdömd fånge med flera väpnade rån på sitt samvete. Han ska överföras till ett strängare fängelse. Huvudet är nästan renrakat, ansiktet uttryckslöst. Falken är less på fängelselivet och vill ut, bli fri. Och han har planer på att göra just det, kosta vad det kosta vill...

## Recensioner
VG, Dagbladet och Dagsavisen gav filmen fyra tärningskast .